# Cometes (hijo de Esténelo)
En la mitología griega, Cometes (en griego Κομήτης, Kométes) fue un héroe, hijo de Esténelo, rey de Argos.
Cuando Diomedes partió hacia la guerra de Troya confió la vigilancia de su casa en Cometes. Pero este lo engañó con su esposa Egialea. Con esto no hacía más que seguir los designios de Afrodita, encolerizada con Diomedes porque este la había herido.
De vuelta a su patria, Diomedes fue expulsado por las intrigas entre Cometes y Egialea, y se vio obligado a emigrar. Otros dicen que el hijo de Cometes fue Hipólito, de quien se prendó Fedra.
| Predecesor: Diomedes | Reyes de Argos | Sucesor: Cianipo |